# HD 97302
HD 97302，又名BD+55 1446，SAO 27952、HR 4344，是一颗恒星，视星等为6.63，位于銀經149.04，銀緯56.94，其B1900.0坐标为赤經11h 6m 55.4s，赤緯+55° 56.94′ 16″。